# 화랑천
화랑천(花郞川)은 서울특별시 노원구 공릉동 불암산에서 발원하여 육군사관학교를 지나 묵동천으로 흘러드는 하천이다. 이 하천은 2010년 5월 29일 생태하천으로 시민들에게 개방되었다.